# Оленівка (Кропивницький район)
Оле́нівка —  село в Україні, у Соколівській сільській громаді Кропивницького району Кіровоградської області. Населення становить 78 осіб.

## Населення
Згідно з переписом УРСР 1989 року чисельність наявного населення села становила 91 особа, з яких 43 чоловіки та 48 жінок.
За переписом населення України 2001 року в селі мешкала 81 особа.

### Мова
Розподіл населення за рідною мовою за даними перепису 2001 року:
| Мова       | Відсоток |
| ---------- | -------- |
| українська | 92,31 %  |
| російська  | 6,41 %   |
| молдовська | 1,28 %   |